# Дільниця Фастів I — Київ-Волинський Південно-Західної залізниці
Дільниця Фастів I — Київ-Волинський — дільниця Південно-Західної залізниці (Україна). З'єднує фастівський і київський залізничні вузли. Довжина дільниці — 57 км. На дільниці, окрім двох транзитних пунктів, розміщені 5 роздільних і 10 зупинних пунктів.
Дільниця збудована 1870 року. У 1950–1958 роках електрифікована постійним струмом, 1967 року переведена на змінний струм. Дільниця двоколійна.
Станція Фастів I, пост 915 км і з.п. Снітинка належать до Козятинської дирекції, решта роздільних і зупинних пунктів — до Київської дирекції Південно-Західної залізниці.

## Географія
Дільниця пролягає рівнинною місцевістю, територіями Фастівського, Бучанського районів Київської області, Святошинського і Солом'янського районів міста Києва, проходячи через міста Фастів, Боярку, Вишневе та Київ, смт Борову, Калинівку і Глеваху, села Мотовилівку, Багрин, Іванків, Тарасівку. До дільниці також прилягає Васильків I — Васильків II до міста Василькова Обухівського району.

## Історія
У 1868—1870 роках була збудована Києво-Балтська залізниця довжиною 467 кілометрів, яка з'єднала Київ і Бірзулу. Залізниця пройшла через Фастів, Козятин, Вінницю. На той час на дільниці Київ — Фастів була лише дві проміжні станції — Боярка, яка розташовувалася біля села Будаївки, але назву отримала від села Боярки (сучасна Тарасівка), розташованого за 4 км від станції, і Мотовилівка, розташована на хуторі Борова.
26 травня (7 червня) 1870 року об 11 годині 30 хвилин із Києва вирушив перший поїзд, який прибув до Бірзули о 6 годині 27 хвилин вранці наступного дня.
1876 року побудовані станції, що розташувалися на захід села Жуляни і на північ від Василькова. Станції отримали назви відповідно Жуляни і Васильків. Пізніше навколо станції Жуляни виникло селище, яке сьогодні відоме як місто Вишневе.
12 (25) серпня 1900 року збудовано залізницю Полтава — Київ — Коростень — Ковель. У місці розгалуження доріг на Коростень і на Фастів виникла станція Пост-Волинський (оскільки одна з доріг ішла в напрямку Волині), яка стала вузловою станцією.
У 1925 році за 8 км від Фастова відкрита станція Сорочий Брід. Це остання станція, яка була відкрита на дільниці, після неї відкривалися лише зупинні пункти і пости.
У 1926—1929 роках відкриті зупинні пункти Малютянка, Корчі, Півні, блокпост Глеваха (пізніше перетворений на зупинний пункт)
1929 року прокладена дорога до міста Василькова, в якому збудували станцію Васильків II, а станція Васильків змінила назву на Васильків I.
У 1930-ті роки виникло селище поблизу станції Боярка, яке згодом також отримало назву Боярка (зараз місто).
1940 року на лінії Фастів — Миронівка відкрили станцію Фастів II, а станція Фастів змінила назву на Фастів I. У цей час на дільниці також існували блокпости 17-й км і 61-й км.
26 травня 1950 року відкритий рух електропоїздів на дільниці Київ-Пас. — Боярка (електрифікована постійним струмом напругою 825 В).
У 1951 році на перегоні Боярка — Жуляни відкрився зупинний пункт Тарасівка, що розташувався на межі сіл Боярки і Тарасівки.
1953 року дільницю Боярка — Васильків I електрифіковано постійним струмом напругою 825 В. 1955 року дільницю від Києва-Волинського до Мотовилівки електрифіковано постійним струмом напругою 1,5 кВ.
У 1958 році на лінії Васильків I — Васильків II відкрито зупинний пункт Черкес, дільниця Мотовилівка — Фастів I електрифікована постійним струмом 3 кВ.
У 1962 році дільницю від Києва-Волинського до Мотовилівки переведено на постійний струм напругою 3 кВ.
У 1964 році відкрито зупинні пункти Білки, Вишняки і Снітинка, а в 1974 — Крюківщина.
У 1967 році дільницю переведено на змінний струм напругою 25 кВ.
У 1971 році селище Вишневе навколо станції Жуляни отримало статус міста.
У 1973 році станцію Пост-Волинський перейменовано на Київ-Волинський.
У 1990-х роках на перегоні Васильків I — Боярка відкрито зупинний пункт Шляхова, розташований у смт Глеваха.
У 2000-х роках відкриті зупинний пункт 888 км (Данилівка) і пост 915 км, закриті з. п. Крюківщина і Черкес, станція Жуляни перейменована на Вишневе, розібраний східний обхід Фастова (лінія від з. п. Снітинка до станції Триліси на дільниці Фастів I — Козятин I).
У 2021 році електрифікована дільниця Васильків I — Васильків II.
У лютому 2022 року зупинний пункт Черкес перейменований на Здорівку.

## Рух поїздів
Рух на дільниці один з найінтенсивніших в Україні. Станом на кінець 2011 року за день тут проходить близько 40 пар пасажирських поїздів далекого слідування, 25 пар приміських електропоїздів, 15 пар електропоїздів підвищеного комфорту, 30 пар вантажних поїздів. Дільницею також здійснюють рух «засилочні» рейси електропоїздів.
Рух поїздів далекого слідування забезпечують переважно електровози ЧС4, ЧС8, ДС3 ТЧ-1 «Київ-Пасажирський» та швидкісні електропоїзди HRCS2, ЕКр1 «Тарпан» і EJ 675; вантажних — електровози ВЛ80К, ВЛ80Т ТЧ-3 «Козятин» та ТЧ-9 «Дарниця». Приміські електропоїзди та електропоїзди підвищеного комфорту представлені моделями ЭР9М, ЭР9Е, ЕПЛ9Т, ЭД9М приписки РПЧ-8 «Фастів-Моторвагонний».
Поїзди далекого слідування зупиняються лише на станції Фастів I, а деякі і її прослідують без зупинки. Приміські поїзди підвищеного комфорту зупиняються лише на станціях (окрім Сорочого Броду), приміські поїзди зупиняються на всіх зупинках (з деякими винятками). На зупинному пункті Крюківщина і посту 915 км поїзди не зупиняються.

## Транзитні, роздільні і зупинні пункти дільниці
| Назва                                       | Тип        | Фото | Відкритий   | Відстані до ТП | Відстані до ТП | Код Експрес-3 | Код ЄМР |
| Назва                                       | Тип        | Фото | Відкритий   | Фастів I       | Київ-Вол.      | Код Експрес-3 | Код ЄМР |
| ------------------------------------------- | ---------- | ---- | ----------- | -------------- | -------------- | ------------- | ------- |
| Козятинська дирекція залізничних перевезень |            |      |             |                |                |               |         |
| Фастів I                                    | станція    |      | 1870        | 0              | 57             | 2200150       | 343507  |
| Пост 915 км                                 | пост       |      | 2007        | 4              | 53             | …             | 343583  |
| Снітинка                                    | зуп. пункт |      | 1964        | 5              | 52             | 2201298       | 343579  |
| Київська дирекція залізничних перевезень    |            |      |             |                |                |               |         |
| Сорочий Брід                                | станція    |      | 1925        | 8              | 49             | 2201241       | 321156  |
| Вишняки                                     | зуп. пункт |      | 1964        | 11             | 46             | 2201275       | 321141  |
| Півні                                       | зуп. пункт |      | 1929        | 13             | 44             | 2201260       | 321137  |
| Білки                                       | зуп. пункт |      | 1964        | 16             | 41             | 2201265       | 321122  |
| Мотовилівка                                 | станція    |      | 1870        | 17             | 40             | 2200141       | 321103  |
| Корчі                                       | зуп. пункт |      | 1926        | 19             | 38             | 2201220       | 321118  |
| Васильків I                                 | станція    |      | 1876        | 27             | 30             | 2200139       | 321207  |
| Данилівка (888 км)                          | зуп. пункт |      | 2000-ні     | 32             | 25             | 2201384       | 321194  |
| Глеваха                                     | зуп. пункт |      | 1927        | 34             | 23             | 2201145       | 321211  |
| Шляхова                                     | зуп. пункт |      | кін. XX ст. | 37             | 20             | 2200353       | 321279  |
| Малютинка                                   | зуп. пункт |      | 1927        | 38             | 19             | 2200312       | 321226  |
| Боярка                                      | станція    |      | 1870        | 41             | 16             | 2200140       | 321230  |
| Тарасівка                                   | зуп. пункт |      | 1951        | 45             | 12             | 2201135       | 321245  |
| Крюківщина                                  | зуп. пункт |      | 1974        | 47             | 10             | 2201152       | 321253  |
| Вишневе                                     | станція    |      | 1876        | 51             | 6              | 2200006       | 321404  |
| Київ-Волинський                             | станція    |      | 1902        | 57             | 0              | 2200003       | 320505  |

Від станції Васильків I відходить лінія до станції Васильків II довжиною 11 км. У 2021 році ця лінія була електрифікована змінним струмом.
| Назва        | Тип        | Фото | Відкрита | Відстані до вузлів | Відстані до вузлів | Відстані до вузлів | Код Експрес-3 | Код ЄМР |
| Назва        | Тип        | Фото | Відкрита | Васильків I        | Фастів I           | Київ-Вол.          | Код Експрес-3 | Код ЄМР |
| ------------ | ---------- | ---- | -------- | ------------------ | ------------------ | ------------------ | ------------- | ------- |
| Васильків I  | станція    |      | 1876     | 0                  | 27                 | 30                 | 2200139       | 321207  |
| Здорівка     | зуп. пункт |      | 1958     | 5                  | 32                 | 35                 | 2201136       | 321264  |
| Васильків II | станція    |      | 1929     | 11                 | 38                 | 41                 | 2201147       | 321300  |

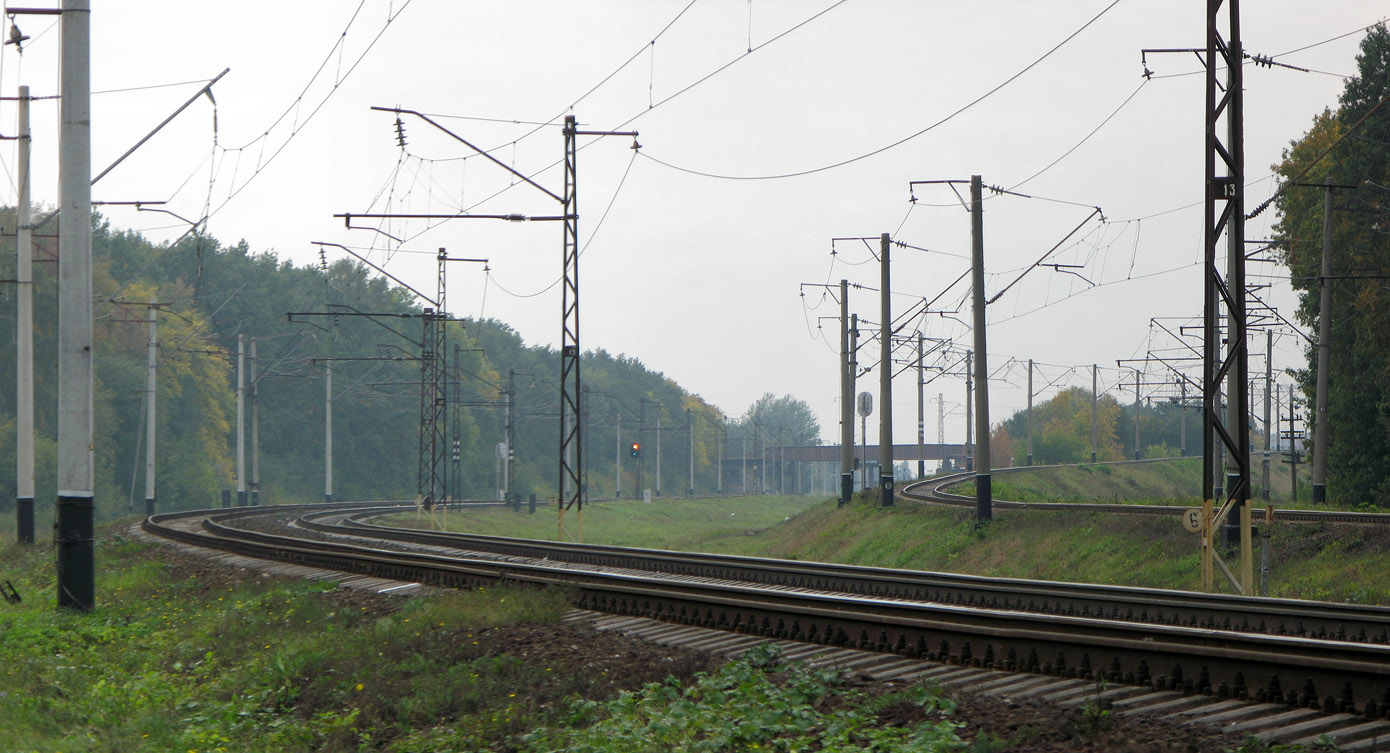
Перегін Київ-Волинський — Вишневе. Вид у напрямку Вишневого. Праворуч — колія від ст. Борщагівка, ліворуч — від ст. Київ-Волинський.

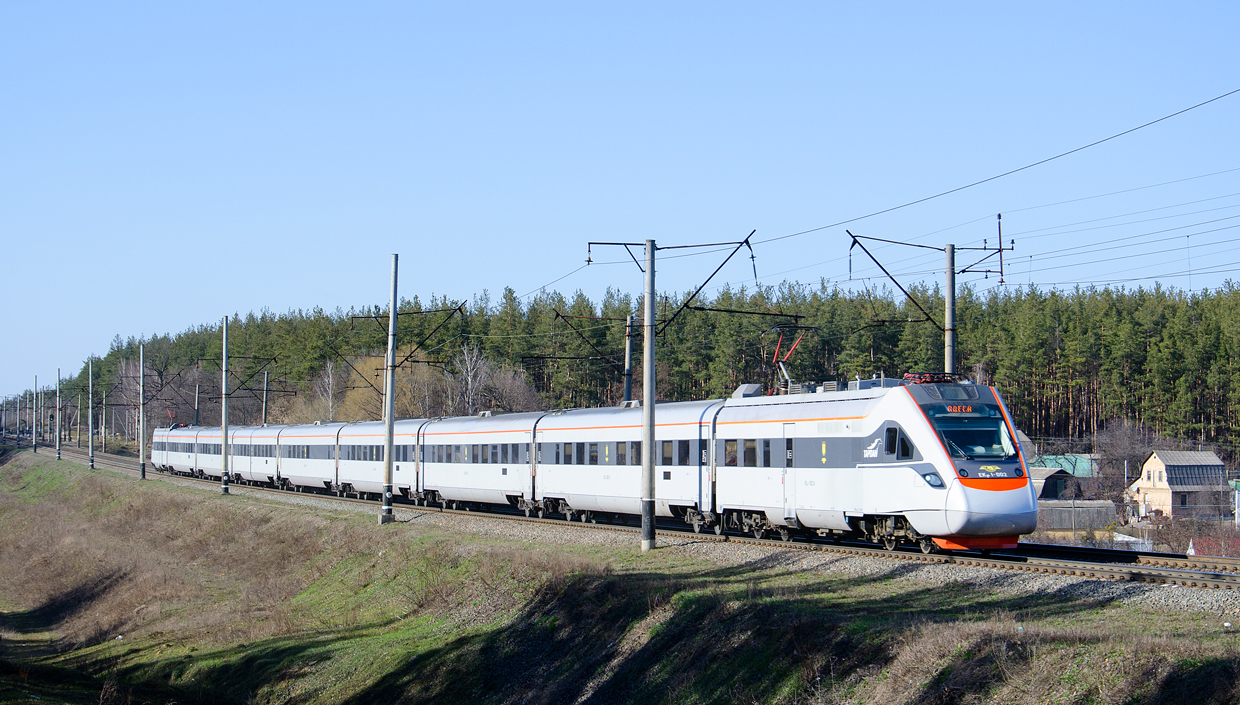
ЕКр1-002 на перегоні Боярка — Васильків-I

Від станції Вишневе відходить лінія до станції Святошин (11 км), яка проходить через ст. Київ-Волинський.
| Назва           | Тип        | Фото | Відкритий | Відстані до вузлів | Відстані до вузлів | Код Експрес-3 | Код ЄМР |
| Назва           | Тип        | Фото | Відкритий | Вишневе            | Святошин           | Код Експрес-3 | Код ЄМР |
| --------------- | ---------- | ---- | --------- | ------------------ | ------------------ | ------------- | ------- |
| Вишневе         | станція    |      | 1876      | 0                  | 11                 | 2200006       | 321404  |
| Київ-Волинський | станція    |      | 1902      | 5                  | 6                  | 2200003       | 320505  |
| Алмаз           | зуп. пункт |      | 1977      | 8                  | 3                  | 2201169       | 322411  |
| Борщагівка      | станція    |      | 1931      | 9                  | 2                  | 2201150       | 322445  |
| Святошин        | станція    |      | 1902      | 11                 | 0                  | 2200008       | 322407  |